# 小仙塚貝塚
座標: 北緯35度31分11.4秒 東経139度39分45.2秒 / 北緯35.519833度 東経139.662556度

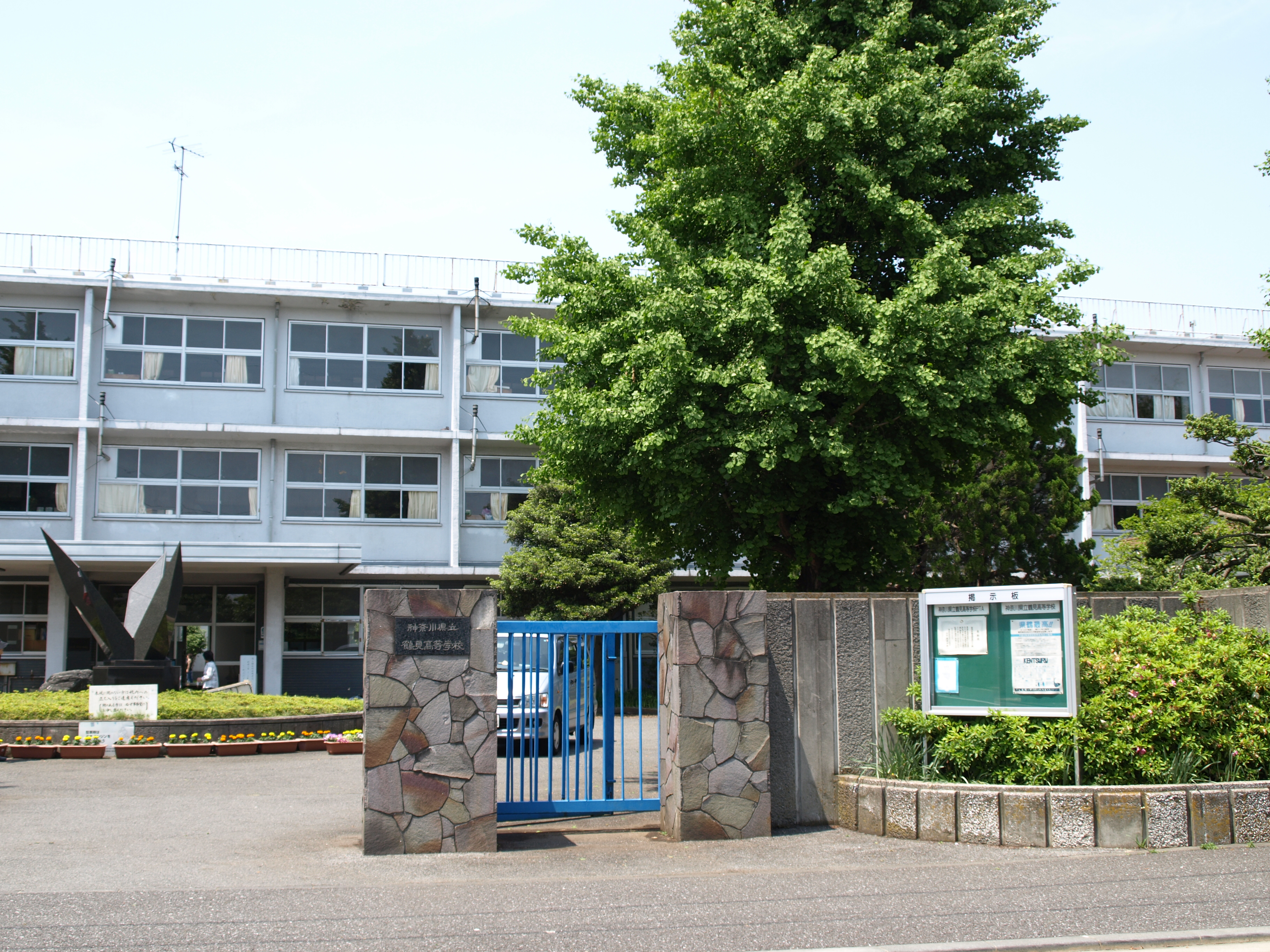
貝塚の所在地、県立鶴見高校。

小仙塚貝塚（しょうせんづかかいづか）は、神奈川県横浜市鶴見区下末吉6丁目にある縄文時代後期の貝塚である。遺跡範囲は現在の神奈川県立鶴見高等学校に相当する。

## 概要

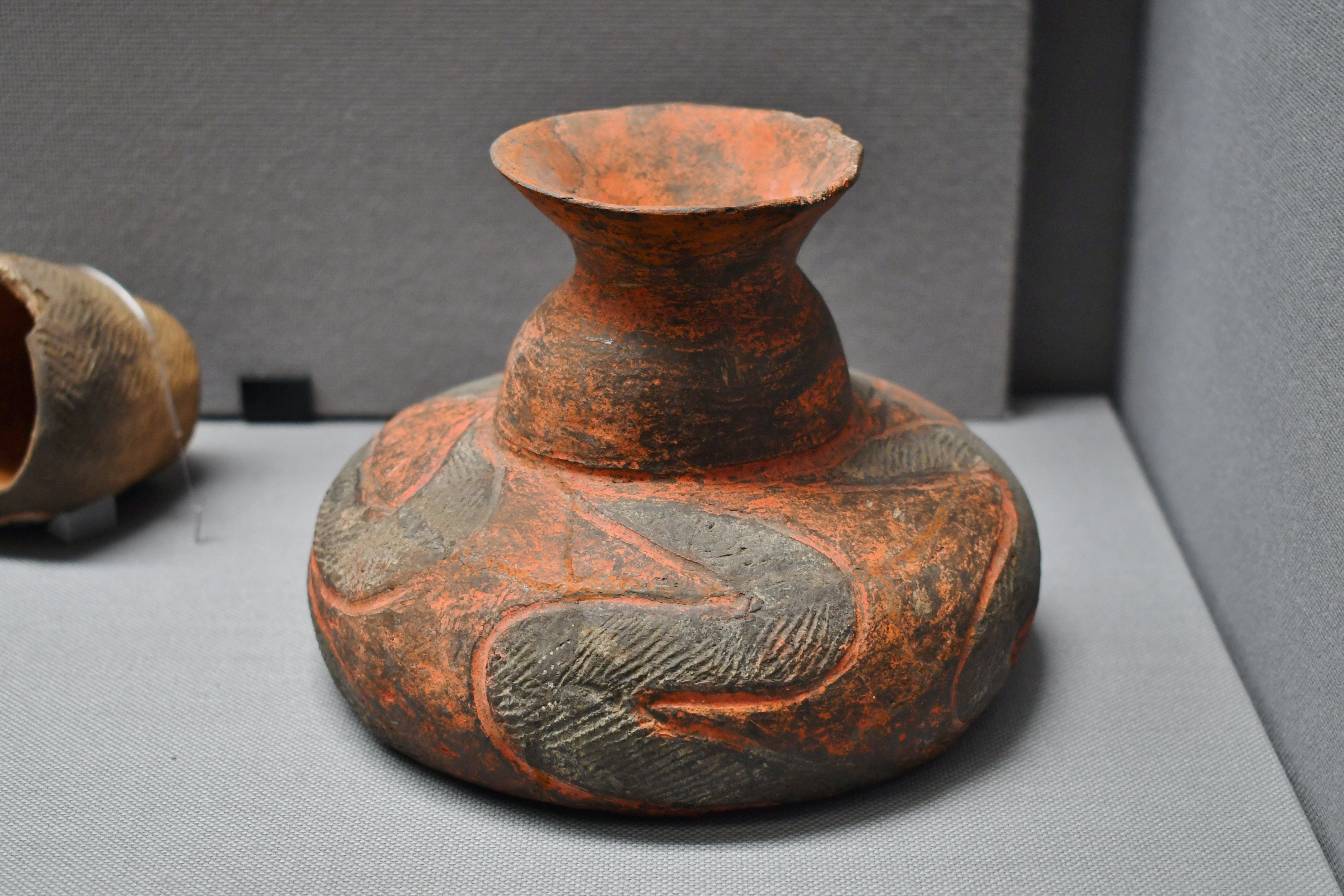
彩色壺形土器
東京国立博物館展示。

下末吉台地の上、鶴見川の現氾濫原と神奈川県立三ツ池公園の谷に挟まれた一角に形成された貝塚群である。
発見は古く、1877年（明治10年）にエドワード・S・モースにより大森貝塚が調査された時期にも近い1879年（明治12年）頃で、ジョン・ミルンが台地縁辺部の貝層を調査し、主要構成貝類が「大森で発見されたものと同じ」とした。
その後、江見水蔭（1903〜08年）や大場磐雄（1919年）ら著名な考古学研究者も含む複数回の調査を経て、1935年（昭和10年）に大山柏によって本格的に発掘調査され、A～Kの11地点が調査された。スガイやツメタガイ、ハイガイなど24種に上る貝類や、魚類（ボラ、スズキなど）・哺乳類（シカ、イノシシなど）・鳥類の骨と骨角器、また堀之内式や加曽利B式土器など、縄文後期を中心とする縄文土器が出土した。
1941年（昭和16年）に遺跡地で旧制鶴見中学校（現県立鶴見高校）建設工事が始まった際には、当時の国語の国定教科書『国語読本』掲載の文章「古代の遺物」に影響を受けた地元小学生が、工事現場で人面把手と見られる遺物を採集している。
その他の出土遺物では、1967年（昭和42年）調査で見つかった人骨2体が国立科学博物館に収蔵されている。
現在は鶴見高校敷地内だが、2002年（平成14年）に至るまで神奈川県立歴史博物館などにより断続的に調査が行われている。